# Bibio turneri
Bibio turneri är en tvåvingeart som beskrevs av Edwards 1925. Bibio turneri ingår i släktet Bibio och familjen hårmyggor. Inga underarter finns listade i Catalogue of Life.